# أنطوان أوليفييه بيلون
أنطوان أوليفييه بيلون هو ممثل كندي، ولد في 23 يونيو 1997 بمونتريال في كندا.

## وصلات خارجية
- أنطوان أوليفييه بيلون على موقع IMDb (الإنجليزية)
- أنطوان أوليفييه بيلون على موقع قاعدة بيانات الأفلام العربية
- أنطوان أوليفييه بيلون على موقع ألو سيني (الفرنسية)
- أنطوان أوليفييه بيلون على موقع أول موفي (الإنجليزية)
- أنطوان أوليفييه بيلون على موقع قاعدة بيانات الأفلام السويدية (السويدية)
- أنطوان أوليفييه بيلون على موقع قاعدة بيانات الفيلم (الإنجليزية)
- أنطوان أوليفييه بيلون على موقع كينوبويسك (الروسية)